# Robert (évêque † 1048)
Pour les articles homonymes, voir Robert (prénom).
Robert (Robertus) est un évêque de Coutances puis de Lisieux de la première moitié du XIe siècle.

## Biographie
Robert paraît être originaire du diocèse de Coutances et semble être issu d'une famille noble.
Évêque de Lisieux, il échange son siège avec Herbert, évêque de Coutances. Sa première présence prouvée sur l'évêché de Coutances est sa signature sur l'acte de fondation de l'abbaye de Bernay en 1027. Il apparaît cependant sur un acte de Fécamp dès 1025 où il signe en tant qu'évêque de Coutances. En 1035 dans une charte pour l'abbaye de Conches, Robert souscrit toutefois comme évêque de Saint-Lô.
Il répare la ville de Saint-Lô dont il relève les tours et répare les murailles. Il y reconstruit le palais épiscopal et rétablit l'église paroissiale,.
Il entreprend la reconstruction de la cathédrale de Coutances, dont la première pierre est posée par la duchesse Gunnor,.
La saisie du temporel du chapitre par son prédécesseur est distribué à sa famille,.
Il meurt en 1048.